# 데이비드 리빙스턴
데이비드 리빙스턴(영어: David Livingstone, 1813년 3월 19일 ~ 1873년 5월 1일)은 스코틀랜드의 조합교회(Congregationalist) 선교사이자 탐험가이다.

## 생애

### 선교에 대한 열망
1813년 스코틀랜드에서 전통적인 노동자 계급의 아들로 태어났다. 리빙스턴의 가정은 두세대에 걸쳐 스코틀랜드의 블랜타이어의 방적공장에서 일해 왔으며, 그의 아버지 니일은 차(茶)를 파는 행상으로 일했다. 18-19세기 영국에서는 복음주의 기독교인들의 열정적인 선교활동에 의해 교회 선교회(Church Mission Society, CMS)나 런던 선교회등의 선교회들이 설립되고 있었는데, 소년 리빙스턴도 중국 의료선교사를 꿈꾸고 있었다. 그는 방적공장에서 일하면서 독학하여, 글래스고의 앤더슨 대학교에 들어가서 신학과 의학을 공부했으나, 아편 전쟁때문에 중국에 선교사로 갈 수 없게 되었다.

### 선교활동
아프리카 선교사인 로버트 모펫의 영향으로 1840년 런던 전도 협회의 의료 전도사로서 아프리카로 떠났다. 1841년 남아프리카 보츠와나에 도착하여 니그로 부락에 머무르면서 복음 전도, 원주민 문화의 연구 등을 시작하였다. 1849-1856년, 제1회 탐험을 시작하여 칼라하리 사막 횡단, 1849년 느가미 호의 발견, 1851년 잠베지강 발견, 1855년 빅토리아 폭포 발견 및 아프리카 횡단에 성공하였다. 귀국하여 <전도 여행기>를 발표하였다.
1858년 켈리마네 영국 엘리자베스 여왕으로부터 영국 대사가 되었으며, 영국 정부의 원조를 얻어 중앙 아프리카 탐험 대장이 된 그는, 6명의 대원을 이끌고 잠베지강 유역을 조사하던 중에 포르투갈 사람들의 노예 매매를 보고 이에 간섭하여 수백명의 노예를 해방시켰다. 이 때문에 포르투갈과 영국간에 말썽이 생겨 영국 정부에서 리빙스턴에게 탐험 중지 명령을 내렸다. 1866년 왕립지리학회의 의뢰를 받아 다시 아프리카로 떠나 므웨르 호와 뱅웰루 호 등을 발견한 후, 탕가니카 호반 우지지에 도착하였다. 1871년 여기서 열병에 걸려 사경에 빠졌으나 11월 스탠리의 수색 탐험대를 만나 극적으로 구조되었다. 그 후 스탠리 일행과 함께 탕가니카호 북부 지역을 여행하였다. 이듬해 스탠리와 작별하고 탐험을 계속하였다.

### 죽음
1873년 5월 1일 극도의 쇠약과 병으로 뱅웰루 호반에서 사망하였으며, 아프리카 사람들은 그를 미라로 만들었는데, 현재도 그의 심장은 영국 왕립지리학회에서 보존하고 있다는 설이 있으나 잠비아 북부의 치푼두라는 동네의 족장인 치탐보의 집 무푼두 나무 아래에 묻혀있다. 그것은 리빙스턴을 미라로 만들기 위해 그의 장기를 모두 꺼내어야 했고 무푼두 나무아래에 고이 모셨으며 시신은 방부처리를 하고 햇빛에 보름동안 건조, 미라로 만들었다. 그리고 약 2,000Km의 거리를 이동하여 지금의 탄자니아 수도 다르에스살람까지 운구했다. 운구하는 과정에 많은 위험과 어려움, 그리고 생명의 위협까지 느끼면서 많은 이들이 도망을 갔지만 오직 잠비아의 두 청년 추마(Chuma)와 수시(Susi)는 끝까지 리빙스턴의 시신을 지켰다고 한다. 장례는 성공회 교회인 웨스트민스터 사원에서 국장으로 치러졌다.

## 비판
그는 아프리카를 상인과 군대가 드나들도록 하여 기독교 선교활동을 쉽게 하겠다는 즉, 아프리카를 영국의 식민지로 만들어 선교사들이 쉽게 드나들도록 하겠다는 목표를 갖고 있었다. 실제로 리빙스턴의 탐험으로 발견된 지역은 모두 영국 식민지가 되었다. 더구나 리빙스턴은 아프리카 사람들을 자신과 동등한 인간이 아니라, 기독교 전파로 계몽해야 할 자신보다 못한 존재로 여겼다. 물론 이러한 사고는 리빙스턴만 갖고 있었던 것은 아니고, 아프리카를 검은 대륙이라고 낮춰 부름으로써 식민통치를 정당화하려는 제국주의 시대 유럽인들의 사고방식이었다.